# Sovrastampa
La sovrastampa è una tecnica impiegata in litografia per evitare che alcuni elementi dell'impaginato creino un sottile segno bianco attorno ad essi. 
La sovrastampa viene, per esempio, usata spesso nel testo nero che deve essere stampato sopra un fondo colorato. Senza la sovrastampa, quando viene stampato il colore del fondo, si lascerebbe una zona bianca (o non stampata del colore del fondo) per "fare spazio" al testo; usando invece la sovrastampa il fondo verrebbe stampato come se fosse uniforme (come se il testo non dovesse essere stampato), eliminando il bianco che si creerebbe dietro il testo nero, ovvero la "foratura", lasciando dietro il testo nero il colore del fondino, inalterandolo.
In questo modo se in fase di stampa non si sarà precisi al decimo di millimetro non si incorrerà nel problema "fuori registro", cioè il bordino sottilissimo bianco a fianco ad alcuni elementi, in questo caso al testo.
Dunque, la sovrastampa è una tecnica di stampa versatile che garantisce maggior precisione nei dettagli, effetti visivi sofisticati, una migliore resa cromatica e una riduzione degli errori di allineamento. È particolarmente utile per ottenere risultati professionali e visivamente accurati, soprattutto nei progetti grafici più complessi.
In ambito filatelico la sovrastampa è generalmente un annullo posto dall'amministrazione postale su di un francobollo per modificarne il valore facciale o per indicare cambiamenti di amministrazione, ad esempio in caso di occupazione militare.